# Землетрясение в Испании (2010)
Землетрясение магнитудой 6,3 произошло 11 апреля 2010 года в 22:08:12 (UTC) на испанском побережье Гибралтарского пролива, в 1,4 км к югу от Нигуэлас. Гипоцентр землетрясения располагался на глубине 609,8 километров.
Землетрясение ощущалось в населённых пунктах: Малага, Фуэнхирола, Гранада, Мадрид, Марбелья, Валенсия, Алькала-де-Энарес, Бадахос, Сьюдад-Реаль, Кордова, Куэнка, Гандия, Гвадалахара, Ондон-де-лас-Ньевес, Херес-де-ла-Фронтера, Манильва, Мелилья, Пальма-де-Гандия, Сан-Фернандо, Севилья, Торремолинос, Торревьеха, Трухильо, Вилья-дель-Прадо. Подземные толчки ощущались на Гибралтаре, и в населённых пунктах Алжира: Айн-эль-Тюрк, Мостаганем, Оран, Сиди-Бель-Аббес и Марокко: Танжер, Тетуан, Фес, Кенитра, Эль-Хосейма, Касабланка, Эль-Аюн, Надор, Уэззан. Землетрясение ощущалось также в португальском городе Бежа. В результате землетрясения сообщений о жертвах и разрушениях не поступало.

## Тектонические условия региона
Источник происхождения испанского землетрясения 11 апреля 2010 года остаётся открытым вопросом в научных кругах, но возникновение глубоких землетрясений под этим регионом Испании хорошо документировано. Местоположение эпицентра землетрясения 11 апреля 2010 года и его необычная глубина (>600) км позволяют связать это землетрясение с хорошо изученным землетрясением магнитудой 7,1, случившимся 24 марта 1954 года. Эпицентр землетрясения 1954 года находился под городом Дуркаль, в 20 км к югу от Гранады. После землетрясения 1954 года несколько небольших землетрясений магнитудой 3 и менее произошли примерно в одном и том же месте. Землетрясение 2010 года в районе моря Альборан, где сходятся Африканская и Евразийская плита даёт чётко определённую зону землетрясений небольшой магнитуды (M<4) до глубины 200 км. Локализована зона сейсмичности на глубине 600 км, но на глубинах от 200 до 600 км зарегистрированных землетрясений не происходило.
Средиземноморский регион сейсмически активен из-за перемещающейся на север Африканской плиты (4—10 мм/год), вступающей во взаимодействие с Евразийской плитой вдоль границы сложной конфигурации. Это сближение началось приблизительно 50 млн лет назад и было связано с исчезновением океана Тетис. Средиземное море представляет собой остатки этого древнего океана. Самые высокие уровни сейсмичности в Средиземноморском регионе обнаружены вдоль зоны Эллинской субдукции на юге Греции, вдоль зоны Северо-Анатолийского разлома на западе Турции и зоны Калабрийской субдукции на юге Италии. Местные высокие скорости конвергенции в зоне Эллинской субдукции (35 мм/год) связаны с распространением тыловой дуги по всей Греции и западной Турции над субдуцирующей средиземноморской океанической корой. Разломы растяжения во всём этом регионе являются проявлением обширной тектоники, связанной с распространением тыловой дуги. Регион Мраморного моря является переходной зоной между этим режимом расширения на западе и сдвиговым режимом Северо-Анатолийской зоны разломов на востоке. В Северо-Анатолийском разломе происходит большая часть правостороннего горизонтального движения (23—24 мм/год) между Анатолийской микроплитой и Евразийской плитой. Анатолийская плита выталкивается на запад столкновением Африканской плиты и Аравийской платформы в юго-восточной Турции. Субдукция дна Средиземного моря под Тирренским морем в Калабрийской зоне субдукции образует значительную зону сейсмичности вокруг Сицилии и юга Италии. Активные вулканы расположены на Кикладах в Эгейском море и на юге Италии.
Имеются исторические письменные свидетельства сейсмичности Средиземноморского региона, документирующие прединструментальную сейсмичность (до XX-го века). Землетрясения исторически наносили огромный ущерб в центральной и южной Греции, на Кипре, на Сицилии, на Крите, в дельте Нила, на севере Ливии, в горах Атлас в Северной Африке и на Пиренейском полуострове. Землетрясение 1903 года на Китире магнитудой 8,2 и землетрясение 1926 года магнитудой 7,8 на Родосе 1926 года являются крупнейшими зарегистрированными в Средиземном море землетрясениями, которые связаны с тектоникой зоны субдукции. В период с 1939 по 1999 годы серия разрушительных землетрясений магнитудой 7+ распространялась на запад вдоль Северо-Анатолийской зоны разломов. Эта серия началась с землетрясения в Эрзинджане магнитудой 7,8, произошедшем в районе восточной оконечности Северо-Анатолийской системы разломов. Измитское землетрясение магнитудой 7,6 в 1999 году, произошедшее в западной оконечности разлома, обрушилось на одну из самых густонаселенных и промышленно развитых городских территорий Турции, убив более 17 000 человек. Хотя сейсмичность сравнительно низка вдоль северной окраины африканского континента, были зарегистрированы крупные разрушительные землетрясения от Марокко в западном Средиземноморье до Мёртвого моря в восточном Средиземноморье. Землетрясение в Эль-Аснам в 1980 году с магнитудой 7,3 было одним из крупнейших и наиболее разрушительных землетрясений в Африке в XX веке.
Известно также, что сильные землетрясения по всему средиземноморскому региону приводят к значительным и разрушительным цунами. Одним из наиболее заметных исторических землетрясений в регионе является Лиссабонское землетрясение 1 ноября 1755 года. В настоящее время геологи оценивают магнитуду Лиссабонского землетрясения около 8,7. Лиссабонское землетрясение 1755 года, как полагают, произошло в пределах или вблизи Азорско-Гибралтарского разлома, который определяет границу между Африканской и Евразийской плитами у западного побережья Марокко и Португалии. Землетрясение характеризуется как большим числом погибших (от 10 до 100 тыс. человек), так и цунами, которое охватило побережье Португалии. Землетрясение магнитудой 8 баллов около Сицилии в 1693 году вызвало сильную волну цунами, которая разрушила многочисленные города вдоль восточного побережья Сицилии. Мессинское землетрясение магнитудой 7,2 28 декабря 1908 года является самым смертоносным документально подтверждённым европейским землетрясением. Комбинация сильного землетрясения и местного цунами привела к гибели от 60 000 до 120 000 человек.